# Malomárka

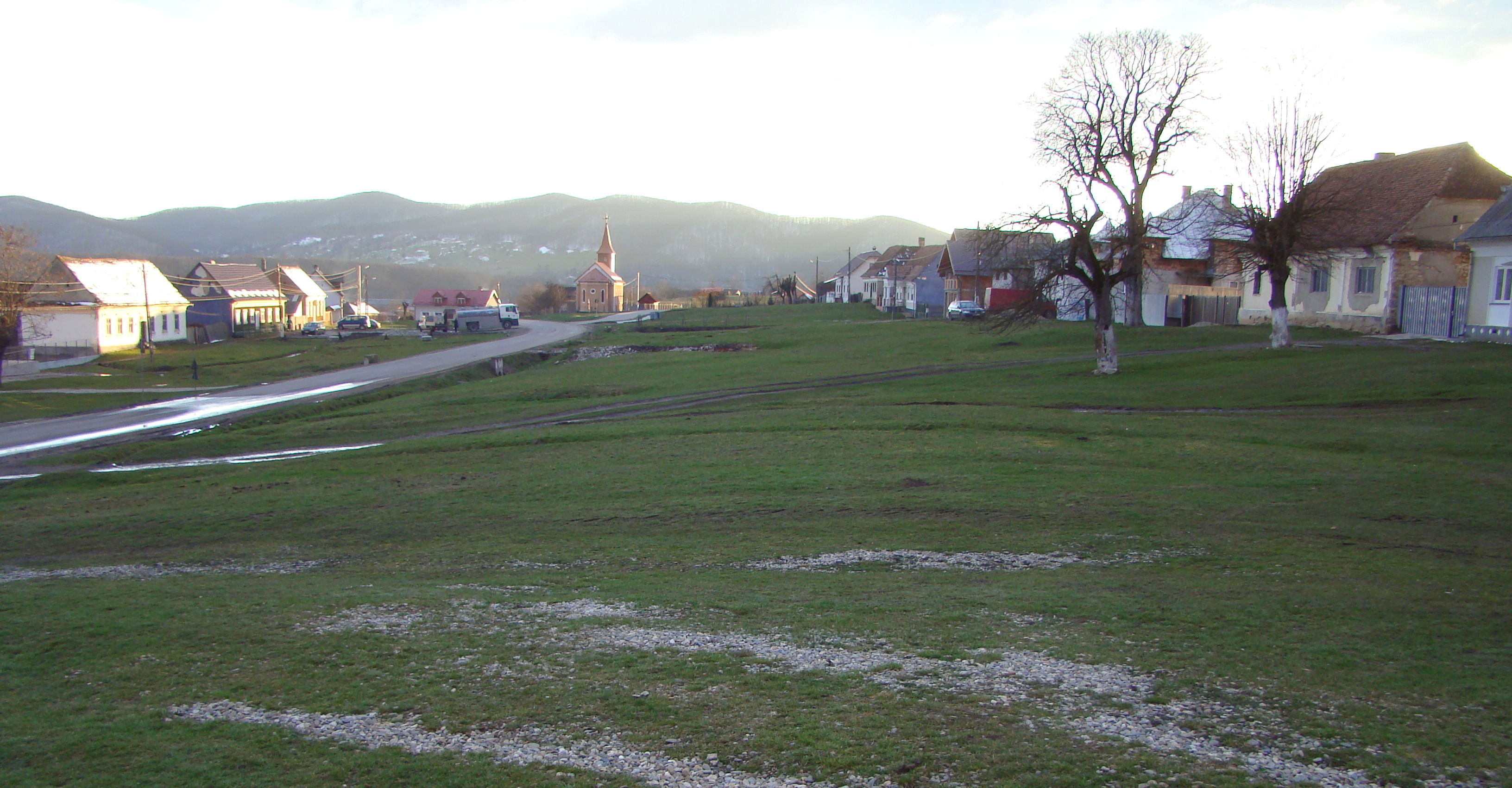

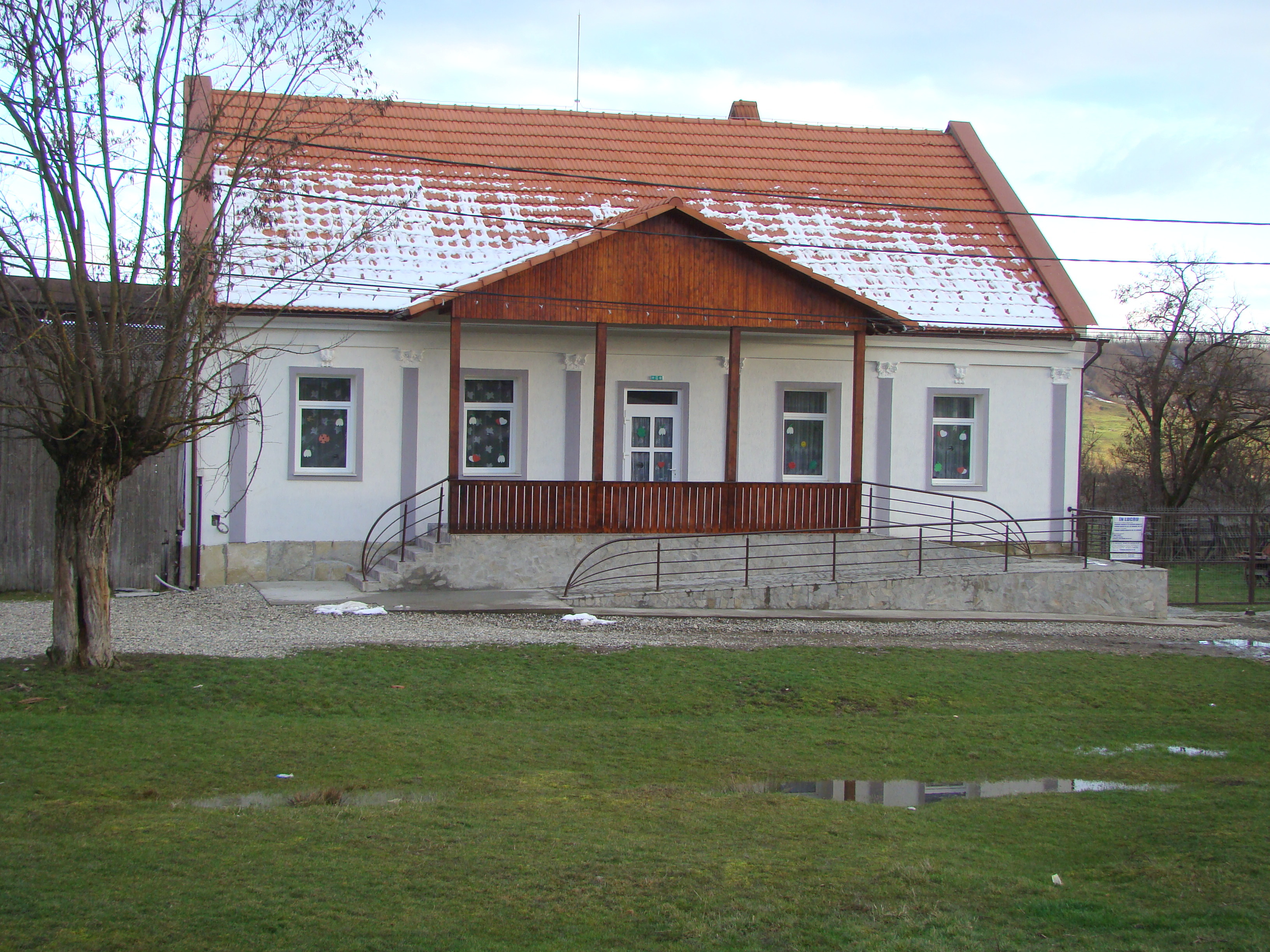

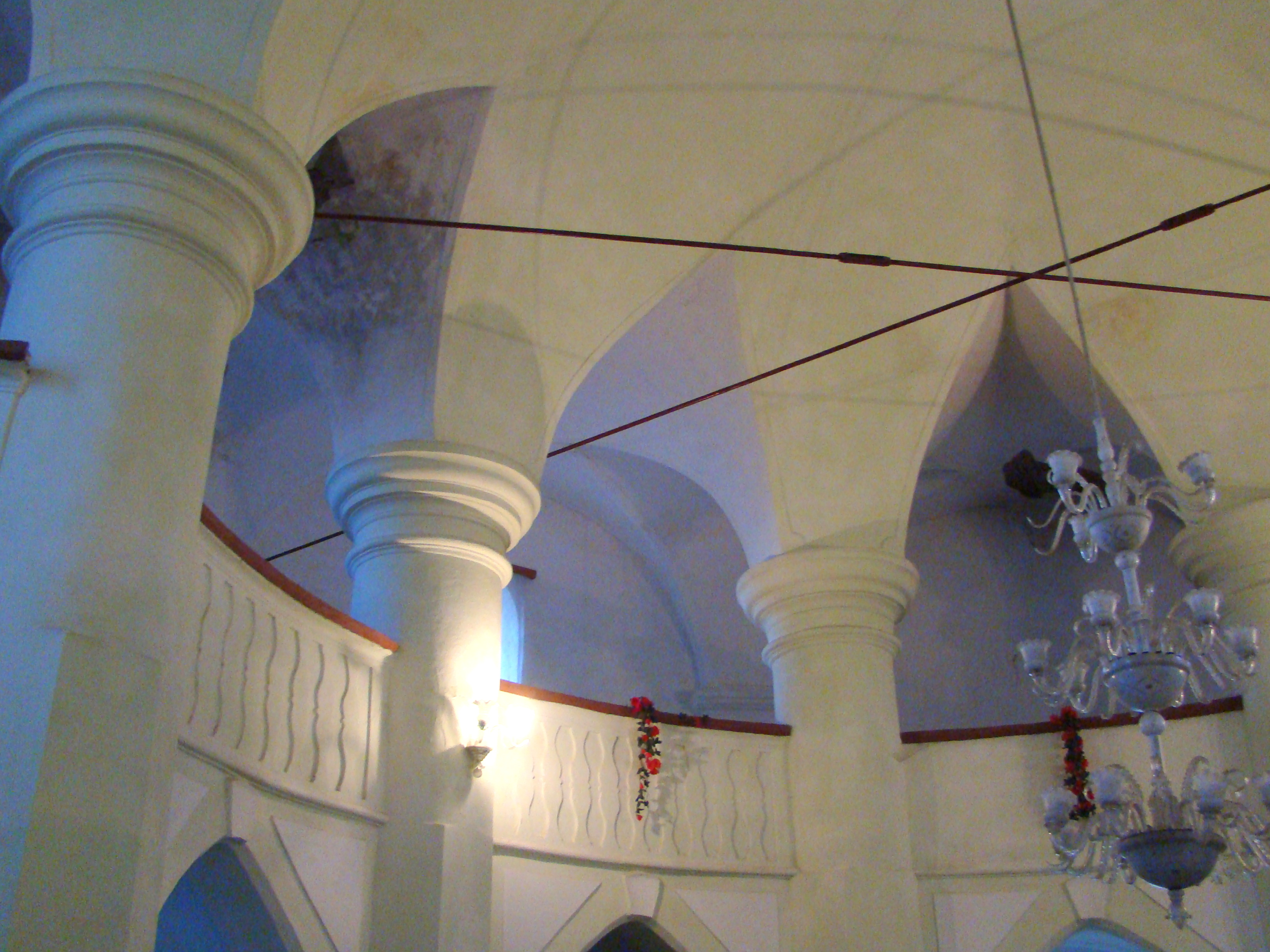

Malomárka (románul Monariu, németül Minarken, erdélyi szász nyelven Minoarken) falu Romániában, Erdélyben, Beszterce-Naszód megyében.

## Fekvése
Besztercétől 12 km-re délre, Simontelke, Sófalva és Bilak közt fekvő település.

## Népessége

### Etnikai és vallási megoszlás
- 1713-ban tíz szász és négy román család.
- 1721-ben tizenkét szász és tizenegy román család.
- 1750-ben 31 szász és 15 román család.
- Evangélikus egyházközsége 1766-ban 163 főt számlált.
- 1850-ben 397 lakosából 323 volt szász, 55 román és 19 cigány nemzetiségű; 323 volt evangélikus, 68 görögkatolikus és hat református vallású.
- 1910-ben 389 lakosából 258 főt írtak össze szász, 93-at román, 29-et főleg cigány és kilencet magyar anyanyelvűként; 279 volt evangélikus, 62 görögkatolikus, 33 ortodox, kilenc római katolikus és öt zsidó vallású.
- 2002-ben 455 lakosából 444 vallotta magát román, hat magyar és öt cigány nemzetiségűnek; 326 volt ortodox, 61 pünkösdi, 36 adventista, 16 baptista, hét református és négy római katolikus felekezetű.

## Története
1243-ban említik először Molunark néven. Szász telepesek alapították, valószínűleg a 12. század közepén. Lakossága a reformáció idején felvette a lutheránus vallást. 1601–03-ban elpusztult, és még 1642-ben is csupán hét telektulajdonos gazda, 1695-ben pedig hat családfő lakta. 1751-ben a Budaki-patak áradásában a házak többsége a templommal együtt elpusztult. 1763-ban román lakosságának zömét, tíz családot Naszód vidékére költöztették. 1876-ban az akkor megszüntetett Beszterce vidékével együtt Beszterce-Naszód vármegyéhez csatolták. 1792-ben határának 67%-a volt erdő, 27%-a szántó és 10%-a gyümölcsös, 1883-ban már 50%-a szántó, 19%-a gyümölcsös és csak 19%-a erdő. Szász lakói főként káposztával kereskedtek, szőlőt műveltek és gyümölcsöt termesztettek. Besenyőn kívül itt termett a legjobb bor Beszterce vidékén: leányka, rizling, ottonel muskotály, szürkebarát, tramini, csabagyöngye és kékoportó szőlőből. A malomárki szászok 9%-a 1911 előtt kivándorolt az Amerikai Egyesült Államokba. Szász lakosságát a Wehrmacht 1944. szeptember 18-án evakuálta, de legtöbbjük a következő évben hazatért csehországi és ausztriai szükséglakóhelyéről. A Ceaușescu-rendszer idején azonban túlnyomó részük Németországba emigrált. Szász evangélikus egyházát 1972-ig szolgálta saját lelkész. A falu 1950 óta tartozik Szászbudak községhez.

## Látnivaló
- A jelenben a pünkösdi gyülekezet által használt egykori szász lutheránus temploma a Budaki-patak nagy áradása után, 1755 és 1766 között épült, az elpusztult középkori templom helyére. Romba dőlését megakadályozandó, 1978-ban az állam vette birtokba, műemléknek nyilvánítva. A templom két harangját Keresztényszigetre, az ottani erődtemplomba vitték. 1988-tól pünkösdi imaházként szolgál.